# Ždánice (hradiště)
Ždánice jsou pravděpodobně raně středověké hradiště u stejnojmenné obce v okrese Kolín. Nachází se západně od vesnice na výšině s pomístním názvem Na Hradišťatech, V Šancích nebo Na Šancích. Lokalita je od roku 1965 chráněna jako kulturní památka.
Na hradišti neproběhl žádný archeologický výzkum, který by umožnil určit dobu vzniku a osídlení hradiště. Obvykle však bývá zařazováno do raného středověku na základě keramiky nalezené při rozvážení valů. Prvním badatelem, který se hradištěm zabýval na počátku dvacátého století, byl Jan Kremla. Geofyzikálním měřením v letech 1998 a 2000 byl zachycen průběh jedné linie opevnění na západní straně.
Hradiště se nachází na půdorysně nepravidelné ostrožně s rozlohou deset hektarů. Údajně bylo chráněné zdvojeným příkopem a valem, ale většina opevnění zanikla při novodobých úpravách. Na východní straně se opevnění dochovalo v podobě tři metry vysoké meze, která vznikla zasypáním příkopu na počátku dvacátého století. Kameny z původních hradeb byly použity při opravách cest. Také severní a západní strana opevnění byla zničena při budování silnic.